# Saison 5 d'À la Maison-Blanche
Chronologie
Saison 4 Saison 6
Cet article présente les vingt-deux épisodes de la cinquième saison de la série télévisée américaine À la Maison-Blanche (« The West Wing »).

## Distribution

### Acteurs principaux
- Martin Sheen (VF : Marcel Guido) : Josiah Bartlet, président des États-Unis d'Amérique
- John Spencer (VF : Michel Fortin) : Leo McGarry, chef de cabinet de la Maison-Blanche
- Bradley Whitford (VF : Daniel Lafourcade) : Josh Lyman, chef de cabinet adjoint de la Maison-Blanche
- Richard Schiff (VF : Philippe Bellay) : Toby Ziegler, directeur de la communication de la Maison-Blanche
- Allison Janney (VF : Marie-Laure Beneston) : C.J. Cregg, porte-parole de la Maison-Blanche
- Dulé Hill (VF : Lucien Jean-Baptiste) : Charlie Young, assistant personnel du Président des États-Unis
- Janel Moloney (VF : Natacha Muller) : Donna Moss, assistante du chef de cabinet adjoint de la Maison-Blanche
- Stockard Channing (VF : Danièle Hazan) : Abbey Bartlet, première dame des États-Unis
- Joshua Malina (VF : Patrice Baudrier) : Will Bailey, directeur adjoint de la communication de la Maison-Blanche

### Acteurs récurrents
- John Goodman (VF : Jacques Frantz) : Glen Allen Walken, président des États-Unis par intérim
- Gary Cole (VF : Jean-Luc Kayser) : Bob Russell, vice-président des États-Unis
- Steven Culp (VF : Bruno Forget) : Jeff Haffley, speaker de la Chambre
- NiCole Robinson (VF : Maité Monceau) : Margaret Hooper, secrétaire du chef de cabinet de la Maison-Blanche
- Lily Tomlin (VF : Pascale Jacquemont) : Debbie Fiderer, secrétaire personnelle du président Bartlet
- Elisabeth Moss (VF : Chantal Macé) : Zoey Bartlet, fille cadette du président Bartlet

## Épisodes

### Épisode 1:Portée disparue
- États-Unis : 24 septembre 2003 sur NBC
- France : 2 février 2007 sur France 2

- Nina Siemaszko : Ellie Bartlet
- Annabeth Gish : Elizabeth Bartlet Westin
- Anna Deavere Smith : Nancy McNally
- Clark Gregg : agent Michael Casper
- Geoff Pierson : Tripplehorn
- Željko Ivanek : Steve Atwood
- Steven Eckholdt : Doug Westin
- Charlotte Colavin : Sheila Fields
- Thomas Kopache : Bob Slatterly
- Bennet Guillory républicain Jackson
- Melissa Fitzgerald (en) : Carol Fitzpatrick
- John Goodman : Glen Allen Walken

### Épisode 2:Les Chiens de guerre
- États-Unis : 1er octobre 2003 sur NBC
- France : 9 février 2007 sur France 2

- John Goodman : Glen Allen Walken
- Jesse Bradford : Ryan Pierce
- William Devane : Lewis Berryhill
- Elisabeth Moss : Zoey Bartlet
- Nina Siemaszko : Ellie Bartlet
- Annabeth Gish : Elizabeth Bartlet Westin
- Steven Eckholdt : Doug Westin
- Kathleen York : Andrea Wyatt
- Željko Ivanek : Steve Atwood
- Saïd Taghmaoui : Umar Usef, ambassadeur du Qumar

### Épisode 3:Jefferson est vivant
- États-Unis : 8 octobre 2003 sur NBC
- France : 16 février 2007 sur France 2

- Jesse Bradford : Ryan Pierce
- William Devane : Lewis Berryhill
- Gary Cole : vice Président Bob Russell
- Elisabeth Moss : Zoey Bartlet
- Michael O'Neill : agent Ron Butterfield
- Steven Culp : Jeff Haffley
- H. Richard Greene : sénateur Robert Royce, R-PA
- Geoff Pierson : Tripplehorn
- J. Patrick McCormack : général Jimmy Wendall
- Margaret Bacon : Zoey jeune

### Épisode 4:Tristesse
- États-Unis : 22 octobre 2003 sur NBC
- France : 23 février 2007 sur France 2

- Mary-Louise Parker : Amy Gardner
- Jesse Bradford : Ryan Pierce
- Gary Cole : vice-président Bob Russell
- Ron Canada (en) : Theodore Barrow
- Christopher Cousins : républicain Theo
- Tony Lee (en) : Jai Yung Ahn, pianiste

- Le titre en langue anglaise fait référence au concept coréen Han, signe d'une profonde tristesse. La traduction en français du titre fait aussi implicitement référence à ce terme.
- L'épisode est la dernière apparition dans cette saison 5 de l'actrice Mary-Louise Parker dans le rôle d'Amy Gardner, compagne de Josh Lyman. On la reverra en tant qu'ancienne compagne de Josh dans l'épisode 15 de la saison 6 : « Freedonia ».

### Épisode 5:Le Poids lourd du Président
- États-Unis : 29 octobre 2003 sur NBC
- France : 2 mars 2007 sur France 2

- Jesse Bradford : Ryan Pierce
- Gary Cole : vice-président Bob Russell
- Tom Skerritt : Sénateur Chris Carrick
- Erinn Hayes : Laura

### Épisode 6:Secours aux sinistrés
- États-Unis : 5 novembre 2003 sur NBC
- France : 9 mars 2007 sur France 2

- Gary Cole : vice-président Bob Russell
- Jesse Bradford : Ryan Pierce
- Michael Hyatt : Angela Blake
- Terry O'Quinn : général Nicholas Alexander
- Steve Ryan : Miles Hutchinson
- Nick Searcy : Nate Singer

### Épisode 7:Séparation des pouvoirs
- États-Unis : 12 novembre 2003 sur NBC
- France : 16 mars 2007 sur France 2

- Matthew Perry : Joe Quincy
- Gary Cole : vice-président Bob Russell
- Elisabeth Moss : Zoey Bartlet
- Michael Hyatt : Angela Blake
- Steven Culp : Jeff Haffley
- Milo O'Shea : Roy Ashland

### Épisode 8:Bras de fer
- États-Unis : 19 novembre 2003 sur NBC
- France : 23 mars 2007 sur France 2

- Michael Hyatt : Angela Blake
- Steven Culp : Jeff Haffley (président de la Chambre des représentants)
- Melissa Marsala (ru) : Rina
- Devika Parikh : Bonnie
- Kris Murphy : Katie Witt
- Timothy Davis-Reed : Mark O'Donnell
- Paul Mendoza : Ramirez
- Sarah Benoit : sénateur Lindsay

### Épisode 9:Illuminations
- États-Unis : 3 décembre 2003 sur NBC
- France : 30 mars 2007 sur France 2

- Lily Tomlin : Deborah Fiderer
- Dylan Baker : procureur Alan Fisk
- Elisabeth Moss : Zoey Bartlet
- Annabeth Gish : Elizabeth Bartlet-Westin
- Steven Eckholdt : Doug Westin
- Nina Siemaszko : Ellie Bartlet

- Le titre en anglais « Abu el Banat » est un proverbe arabe qui signifie « Père de plusieurs filles ».
- On retrouvera Doug Westin dans l'épisode 11 de la saison 6 : « Une campagne propre », puis ultérieurement dans l'épisode 11 de la saison 7 : « La Valse des ambassadeurs ».

### Épisode 10:Temps troubles
- États-Unis : 7 janvier 2004 sur NBC
- France : 6 avril 2007 sur France 2

- John Goodman : Glen Allen Walken
- James Cromwell : président D. Wire Newman
- Michael Hyatt : Angela Blake
- Stephen Tobolowsky : Dr Max Milkman
- Terry O'Quinn : général Nicholas Alexander
- Allison Smith : Mallory O'Brien
- Ron Canada : Theodore Barrow

### Épisode 11:La Grâce présidentielle
- États-Unis : 14 janvier 2004 sur NBC
- France : 13 avril 2007 sur France 2

- Gabrielle Union : Meeshel Anders
- Marlee Matlin : Joey Lucas
- Michael Hyatt : Angela Blake
- Melissa Marsala (ru) : Rina
- Bill O'Brien (en) : Kenny Thurman

- Les pouvoirs du président en matière de grâce sont prévus par la section 2 de l'article II de la Constitution des États-Unis.
- Le sujet de la grâce présidentielle sera de nouveau évoqué dans le dernier épisode de la dernière saison de la série : « L'Avenir ».

### Épisode 12:Un jour sans
- États-Unis : 4 février 2004 sur NBC
- France :  20 avril 2007 sur France 2

- Melissa Marsala (ru) : Rina
- Josef Sommer : Steve Gaines
- Kate Burton : Sarah Brainerd
- Michael Nouri : Roy Turner
- Scott Allan Campbell : Grey Polk
- Joaquim de Almeida : Carlos Carrio

### Épisode 13:Les Guerres de Gengis Khan
- États-Unis : 11 février 2004 sur NBC
- France : 27 avril 2007 sur France 2

- Armin Mueller-Stahl : Efraim Zahavy, Premier ministre israélien
- Gary Cole : Bob Russell
- Jay Mohr : Taylor Reid
- Anna Deavere Smith : Nancy McNally
- Terry O'Quinn : Nicholas Alexander
- Steve Ryan : Miles Hutchinson
- Christina Chang : Alex Moreau

### Épisode 14:Corruption
- États-Unis : 18 février 2004 sur NBC
- France : 4 mai 2007 sur France 2

- Jesse Bradford : Ryan Pierce
- Jay Mohr : Taylor Reid
- Lily Tomlin : Deborah Fiderer
- Jeffrey DeMunn : Kenneth O'Neal
- Terry O'Quinn : général Nicholas Alexander
- Ron Canada (en) : Theodore Barrow

### Épisode 15:Révélation totale
- États-Unis : 25 février 2004 sur NBC
- France : 11 mai 2007 sur France 2

- Jesse Bradford : Ryan Pierce
- Jay Mohr : Taylor Reid
- Tim Matheson : John Hoynes
- Melissa Marsala (ru) : Rina
- James Pickens Jr. : Mayor
- Sam Robards : Greg Brock

### Épisode 16:Et pourtant elle tourne
- États-Unis : 3 mars 2004 sur NBC
- France : 18 mai 2005 sur France 2

- Nina Siemaszko : Ellie Bartlet
- Melissa Marsala (ru) : Rina
- Brian Kerwin : Ben Dryer
- Michael Gaston : Eric Hayden
- Cherry Jones : Barbara Layton

### Épisode 17:Les Suprêmes
- États-Unis : 24 mars 2004 sur NBC
- France : 25 mai 2007 sur France 2

- Glenn Close : Evelyn Baker Lang
- Jesse Bradford : Ryan Pierce
- William Fichtner : Christopher Mulready
- Lily Tomlin : Deborah Fiderer
- Mitch Ryan : sénateur Roland Pierce
- Milo O'Shea : Roy Ashland
- Melissa Marsala (ru) : Rina
- Kathleen York : Andrea Wyatt

### Épisode 18:Les Coulisses du pouvoir
- États-Unis : 31 mars 2004 sur NBC
- France : 1er juin 2007 sur France 2

- Sam Robards : Greg Brock
- Albie Selznick (en) : documentariste
- Wilson Cruz : Jack Sosa
- Michael Gallagher : Andrew Weltzman

### Épisode 19:Sujets de discussions
- États-Unis : 21 avril 2004 sur NBC
- France : 8 juin 2007 sur France 2

- Jesse Bradford : Ryan Pierce
- John Amos : Percy Fitzwallace
- Lily Tomlin : Deborah Fiderer
- Anna Deavere Smith : Nancy McNally
- Steven Culp : Jeff Haffley
- Sam Robards : Greg Brock
- Mary McCormack : Kate Harper
- Brian Kerwin : Ben Dryer

### Épisode 20:Huis clos
- États-Unis : 28 avril 2004 sur NBC
- France : 15 juin 2007 sur France 2

- Mary McCormack : Kate Harper
- Lily Tomlin : Deborah Fiderer
- Michael O'Neill : Ron Butterfield
- Reed Diamond : Dr Mike Gordon
- Wilson Cruz : Jack Sosa
- Brent Huff : agent Broder

### Épisode 21:Gaza
- États-Unis : 12 mai 2004 sur NBC
- France : 22 juin 2007 sur France 2

- Mary McCormack : Kate Harper
- Jason Isaacs : Colin Ayres
- John Amos : Percy Fitzwallace
- Terry O'Quinn : général Nicholas Alexander
- Kathleen York : Andrea Wyatt

### Épisode 22:Le Jour du souvenir
- États-Unis : 19 mai 2004 sur NBC
- France : 19 mai 2007 sur France 2

- Mary McCormack : Kate Harper
- Jason Isaacs : Colin Ayres
- Gerald McRaney : Alan Adamle
- Lily Tomlin : Deborah Fiderer
- Steven Culp : Jeff Haffley